# Eoophyla inouei
Eoophyla inouei is een vlinder uit de familie van de grasmotten (Crambidae), uit de onderfamilie van de Acentropinae. De wetenschappelijke naam van deze soort is voor het eerst gepubliceerd in 1979 door Yutaka Yoshiyasu.
De soort komt voor in Japan (Riukiu-eilanden).